# Gargazzone
Gargazon tiếng Ý: Gargazzone) là một đô thị ở tỉnh Bolzano-Bozen trong vùng Trentino-Alto Adige/Südtirol của Ý, có vị trí cách khoảng 60 km về phía bắc của Trento và khoảng 15 km về phía tây bắc của Bolzano. Tại thời điểm ngày 31 tháng 12 năm 2004, đô thị này có dân số 1.480 người và diện tích là 4,9 km².
Gargazon giáp các đô thị: Lana, Mölten, Nals, Burgstall, Terlan và Tisens.